# Cleistesiopsis
Cleistesiopsis Pansarin & F.Barros, 2009  è un genere di piante appartenente alla famiglia delle Orchidacee (sottofamiglia Vanilloideae, tribù Pogonieae), diffuso in Nord America.

## Tassonomia
Comprende le seguenti specie:
- Cleistesiopsis bifaria (Fernald) Pansarin & F.Barros
- Cleistesiopsis divaricata (L.) Pansarin & F.Barros
- Cleistesiopsis oricamporum P.M.Br.